# Drive testing
Drive testing – procedura badania jakości sieci komórkowej za pomocą testów wykonywanych poprzez specjalnie przystosowane do tego celu terminale znajdujące się w ruchu. Badaniu podlegają w szczególności niższe warstwy sieci, zwłaszcza interfejs radiowy. Idea drive testingu polega na analizie połączenia testowego wykonywanego podczas przemieszczania się np. samochodem. Pozwala to na zbadanie sieci z perspektywy abonenta.
Podstawowe narzędzia wykorzystywane do drive testingu:
- Terminal testowy (w najprostszym przypadku telefon komórkowy z dodatkowym oprogramowaniem)
- Analizator widma
- Samochód testowy (wyposażony w urządzenia pomiarowe)
- Automatyczny przyrząd do pomiaru parametrów sieci (zamontowany np. w taksówce)
- Odbiornik GPS zazwyczaj zintegrowany z urządzeniem zapisującym wyniki pomiarów

Dzięki badaniu jakości sieci w ruchu możliwe jest poznanie słabych punktów sieci i weryfikację danych o pokryciu radiowym, pojemności sieci itp... wyznaczonych na drodze teoretycznej. Dodatkową zaletą takiej metody pomiaru jest możliwość automatyzacji procesu np. poprzez instalację automatycznego urządzenia pomiarowego w taksówce.
Typowymi danymi które są zapisywane w bazie danych jako dane pomiarowe są:
- Poziom mocy sygnału odbieranego z komórki dominującej i sąsiednich
- Chwilowe położenie terminala
- Identyfikator komórki (ang.Cell ID)
- Wykorzystywane częstotliwości i dla systemów z rozpraszaniem widma ciągi rozpraszające
- Opóźnienia w interfejsie radiowym
- Wiadomości sygnalizacyjne wysyłane do i odbierane z sieci
- Blokowa Stopa Błędów  (ang.BER Block Error Rate)
- Specyficzne wydarzenia (np. handover, zerwanie połączenia, blokada)

Efektem drive testingu zakrojonych na szeroką skalę jest olbrzymia ilość danych których analiza może zająć wiele czasu.